# Zieldrama
Als Zieldrama wird eine Grundkonzeption des dramatischen Handlungsaufbaus bezeichnet. Als alternative Bezeichnungen gelten im Allgemeinen Entfaltungsdrama, Konfliktdrama oder auch synthetisches Drama. 
In einem Zieldrama findet am Beginn der Darstellung ein bestimmter Vorfall oder Vorgang statt, der als Auslöser für das weitere Geschehen fungiert und der somit die Handlung sich entfalten lässt. Auch wenn eine Vorgeschichte eine gewisse Rolle spielen kann, richtet sich der Handlungsablauf auf ein in der Zukunft liegendes Ereignis, das namensgebende Ziel, aus.
Im Mittelpunkt des Geschehens steht meist ein innerer oder äußerer Konflikt:
- Ein innerer Konflikt existiert im Inneren des Helden, der zwischen zwei Entscheidungen hin- und hergerissen ist.
- Ein äußerer Konflikt hingegen besteht zwischen dem Protagonist und einem Antagonist, einem Gegenspieler, der ein den Intentionen des Helden entgegengesetztes Ziel verfolgt.

Beispiele für Zieldramen sind etwa Sophokles’ Antigone oder Schillers Kabale und Liebe.
Das Zieldrama steht im Gegensatz zum analytischen Drama.